# Littlefield (Texas)
Pour l’article homonyme, voir Littlefield.
La ville américaine de Littlefield est le siège du comté de Lamb, dans l’État du Texas. Elle comptait 6 372 habitants lors du recensement de 2010.

## Personnalités liées à la ville
- Billy Howton (1930-2025), joueur américain de football américain.

## Source
- (en) Cet article est partiellement ou en totalité issu de l’article de Wikipédia en anglais intitulé « Littlefield, Texas » (voir la liste des auteurs).